# Іда Пфайффер
Іда Ла́ура Пфа́йффер (нім. Ida Laura Pfeiffer), до шлюбу Раєр (нім. Reyer; 14 жовтня 1797, Відень — 27 жовтня 1858 там само) — австрійська мандрівниця, письменниця, натуралістка та редакторка. Була однією з перших жінок-мандрівниць. Її книги було перекладено сімома мовами. Входила до географічних товариств у Берліні та Парижі, однак лондонське Королівське географічне товариство не прийняло її через стать.

## Життєпис
Народилася у Відні в сім'ї багатого купця Реєра. Ще дитиною любила спортивні вправи та хлопчачий одяг, окрім того, отримувала освіту, яку на той час здебільшого отримували чоловіки. Коли Іді було 5 років, батько взяв її у першу подорож — у Палестину та Єгипет. Ця мандрівка справила на неї незабутнє враження. Коли Іді було 9, батько помер.
1820 року одружилася з львівським адвокатом доктором Пфайффером, після чого оселилася у Львові.
Якось Іда вирушила до родичів в Трієст підлікувати морським повітрям хвору дитину, де вперше побачила великі вітрильники в порту. Так вона зацікавилася мореплавством.
Чоловік помер 1838 року. Згодом, після дорослішання синів, тогочасна львівська домашня господиня нарешті отримала змогу здійснити дитячу мрію — податись у подорожі світом.

### Подорожі
1842 року 45-річна Іда Пфайффер помандрувала кораблем по Дунаю до Чорного моря і далі до Константинополя. Звідти вона вирушила через Палестину до Єгипту і повернулася до Відня через Італію. Цю подорож вона описала у виданій у Відні через рік книзі «Reise einer Wienerin in das Heilige Land» («Подорож однієї віденки у Святу Землю»). Прибутки від публікації дали їй змогу подорожувати далі. 1845 року Пфайффер відвідала Скандинавський півострів та Ісландію. Цю подорож вона описала у двох томах під назвою «Reise nach dem skandinavischen Norden und der Insel Island» («Подорож до скандинавської півночі та на острів Ісландію»), які були видані в Пешті 1846 року.
Того ж 1846 року покинула дім на 2 роки, вирушивши в першу зі своїх двох навколосвітніх подорожей. Шлях проходив через Південну Америку (зокрема Бразилію та Чилі), Таїті, Китай, Індію, Персію, Малу Азію та Грецію. Книгу про цю подорож вона видала під назвою «Eine Frau fährt um die Welt» («Жінка об'їжджає навколо світу»).
1851 року об'їхала світ вдруге. Цього разу вирушила з Англії до Південної Африки, далі на Малайський архіпелаг, Зондські та Молуккські острови. Однією з перших описала батаків. Далі шлях пройшов через Австралію, Каліфорнію, Орегон, Перу, Еквадор, Нову Гранаду та знову на північ, понад Великими озерами. До Відня повернулася 1854 року. Книгу з описом подорожі видала 1856 року під назвою «Meine zweite Weltreise» («Моя друга навколосвітня подорож»).
1857 року вирушила на Мадагаскар, де її привітно прийняла королева Ранавалуна I. Згодом, щоправда, вона взяла участь у змові з метою повалення королеви. Королева довідалася про змову; європейці, що взяли участь у змові, уникли смерті завдяки заступництву її сина, принца і майбутнього короля Радами II (він також брав участь у змові), однак їх вигнали з країни 1857 року.
Під час перебування на Мадагаскарі у Іди Пфайффер погіршилося здоров'я. Померла у Відні 1858 року, скоріш за все від малярії, якою заразилася на Мадагаскарі. Остання книга «Reise nach Madagascar» («Подорож на Мадагаскар») видана 1861 року. Вона містить також біографію Іди Пфайффер, написану її сином.
Відзначена на Поверсі спадщини Джуді Чикаго.